# Mysmenopsis mexcala
Mysmenopsis mexcala är en spindelart som beskrevs av Willis J. Gertsch 1960. Mysmenopsis mexcala ingår i släktet Mysmenopsis och familjen Mysmenidae. Inga underarter finns listade i Catalogue of Life.